# Le Bougnoul
Pour plus de détails, voir Fiche technique et Distribution.
Le Bougnoul est un film français réalisé par Daniel Moosmann et sorti en 1975.

## Synopsis
Ouvrier du bâtiment sur un chantier en banlieue parisienne, Mehdi emprunte l'autobus pour rentrer chez lui après son travail. Souhaitant descendre alors que le véhicule est à l'arrêt dans un embouteillage, le conducteur refuse : en redémarrant, l'autobus heurte la voiture qui le précède. Le chauffeur du bus s'en prend à Mehdi qu'il tient pour responsable de l'incident, prétextant qu'il est interdit de « parler au machiniste ». Mehdi est mis en cause devant le tribunal et son avocate tente d'attirer l'attention sur les conditions de vie des travailleurs immigrés.

## Fiche technique
- Titre : Le Bougnoul
- Réalisation : Daniel Moosmann
- Scénario : Raymond Jean, Daniel Moosmann et Sady Rebbot, d'après le roman de Raymond Jean La Ligne 12[1]
- Dialogues : Daniel Moosmann
- Photographie : Étienne Becker
- Son : Pierre Bouca
- Montage : Yann Dedet
- Producteur : Philippe Ogouz
- Production : ORTF - Patricia Films
- Pays de production :  France
- Format : couleur (Eastmancolor)
- Distribution : Framo Diffusion
- Durée : 102 minutes
- Date de sortie : France - 23 avril 1975

## Distribution
- Mohamed Zinet : Mehdi
- Georges Géret : le conducteur
- Roger Dumas : Jeannot
- Élisabeth Huppert : l'avocate
- Patrick Préjean : le journaliste
- Sady Rebbot
- Anne-Marie Coffinet